# Muchachito Bombo Infierno
Muchachito Bombo Infierno es un grupo de música española procedente de Barcelona.

## Historia
Jairo Perera es Muchachito Bombo Infierno, natural de Santa Coloma de Gramanet, un artista que tiene el gen del músico callejero muy dentro, pues es ahí, en las aceras y terrazas, donde empezó su carrera artística a principios de los noventa, para posteriormente militar Trimelón de Naranjus, formando parte de esa corriente musical bautizada como Mestizaje que surgió en la Barcelona post olímpica. En el año 2004 muta su identidad y se transforma en Muchachito Bombo Infierno, que fue el punto de partida de este proyecto (con paradas tan demoledoras como su participación en los supergrupos G-5 y La Pandilla Voladora).
La banda se presentó en la sala Apolo de Barcelona en el 2004. Habían grabado una maqueta con la ayuda de Joan Garriga y Tomás Arroyos para promocionarse. Gracias al éxito del concierto, se les abrió la posibilidad de grabar un disco: Vamos que nos vamos, del cual vendieron más de 20.000 copias en España. 
En mayo de 2007 publicaron su segundo disco, que llevó por nombre Visto lo visto, comenzando la gira de conciertos el 31 de mayo en su ciudad de origen, Barcelona y terminando el 27 de diciembre de 2008 en la misma ciudad, en un concierto celebrado en el Palau Sant Jordi.
El grupo fue apadrinado por Ojos de Brujo, los cuales los comparan con Kiko Veneno, a quien los propios Muchachito Bombo Infierno agradecieron su condición de "maestro" con la canción «Si tú, si yo, si no». 
A Jairo le une gran amistad con Tomasito y Los Delinqüentes, artistas de Jerez. Todos, junto a Kiko Veneno, formaron el grupo G-5, autor del disco Tucaratupapi. 
Varias han sido las reuniones del G-5 en Jerez. Como dice Muchachito, «Jerez es la New Orleans de España, huele a arte por sus calles, y hay que tener cuerpo para aguantar una fiesta en Jerez, por esas calles del barrio antiguo y flamenco».
Durante el año 2009 hicieron un parón de conciertos para preparar su tercer álbum. Esta pausa se vio interrumpida por La rumba del palé, una minigira en la que Jairo en solitario recorrió algunos locales tocando sus temas más conocidos y algunas de las canciones que incluirían en el siguiente disco de Muchachito Bombo Infierno.
En 2010 lanzan su tercer álbum de estudio, titulado Idas y vueltas.
Tras una intensa gira por el territorio nacional presentando su último trabajo, cerraron con dos conciertos fin de gira, el 20 y el 22 de octubre de 2011, en Madrid y Barcelona respectivamente, donde la banda se despidió por un tiempo de los escenarios.
El 6 de mayo de 2016, lanza su cuarto disco de estudio titulado El Jiro,  en coproducción con Diego Pozo “El Ratón” y Ale Acosta.
En 2021, Muchachito graba el tema principal para la película El club del Paro, de David Marqués y edita un 7” en vinilo con los sencillos  “El Club del Paro” y “Demasiada agua y no hay piscina”. 
Paralelamente, publica “Tu nombre”, sencillo en solitario con la participación de Irene Arcos en su videoclip.
En 2022 salen a la luz los sencillos “Me quedo con tu olor” y “El Bailarín nocturno” en cuyo videoclip cuenta con la presencia de David Fernández y realiza la gira “Rumbaorleans”, acompañado de su nueva banda, en un formato estilo Marching Band.
En 2023 monta su propio estudio y graba su próximo álbum, compaginándolo con conciertos en formato  “One Man Band” por toda la península, Islas, Italia y UK.
En 2023 publica el álbum "Qué puede salir mal", donde fusiona funk, jazz-hot y rumba. Grabado entre el 2021 y el verano de este 2023 en el estudio del Muchachito, Estudio Bomboloco, y terminado de editar entre Madrid y Barcelona. Producido por el propio Muchachito, junto al ingeniero Ferrís Aromí y el arreglista David Carrasco. Por los estudios de grabación han pasado Silvano Cirujano (caja, hit-hat, platos), Arantza Rodríguez (sausafón), David Carrasco (saxos), Marcos Crespo (trombón), Iván Del Castillo (trompeta), Álvar Ochoa (tuba) y Flor Inza (pailas, percusión). Como invitados especiales han participado La Perra Blanco y Sergi Estella, que aportan en sendas canciones las guitarras solistas. Del arte gráfico se ha ocupado Joni Ferzeta, habitual en los discos de Muchachito Bombo Infierno.

## Colaboraciones
Muchachito participó en el disco Calamaro querido! Cantando al salmón, un tributo que varios artistas dedicaron a Andrés Calamaro, en el que realizó la versión de «Sin documentos», famosa canción de Calamaro junto a la banda Los Rodríguez.
Muchachito colaboró en la película Alamedadosoulna, la película, junto con sus amigos del grupo Alamedadosoulna, con los que ha grabado una versión de su canción «Camaleón». También colaboró en el disco Estopa X Anniversarivm del dúo catalán Estopa, interpretando el éxito «Tu calorro».
La canción «Conversaciones incompatibles», del primer disco de Muchachito Bombo Inferno, se incluyó en enero de 2008 en el disco recopilatorio Latin Reggae de Putumayo World Music.
En 2018, participa en la gira 20 años, de Fito & Fitipaldis, acompañando a la banda como artista invitado y abriendo los bolos.

## Discografía
- Vamos que nos vamos (2005)
- Visto lo visto (2007)
- Idas y vueltas (2010)
- El Jiro (2016)
- Qué puede salir mal (2023)

### Sencillos
- "Paquito Tarantino" (2005)
- "Siempre que quiera" (2005)
- "Será mejor" (2006)
- "Azul" (2007)
- "Aire" (2007)
- "La noche de los gatos" (2010)